# Acantharachne giltayi
Acantharachne giltayi là một loài nhện trong họ Araneidae.
Loài này thuộc chi Acantharachne. Acantharachne giltayi được Roger de Lessert miêu tả năm 1938.